# Municipio de Wood River (condado de Hall)
El municipio de Wood River (en inglés: Wood River Township) es un municipio ubicado en el condado de Hall en el estado estadounidense de Nebraska. En el año 2010 tenía una población de 1641 habitantes y una densidad poblacional de 14,88 personas por km².

## Geografía
El municipio de Wood River se encuentra ubicado en las coordenadas 40°49′21″N 98°33′17″O / 40.82250, -98.55472. Según la Oficina del Censo de los Estados Unidos, el municipio tiene una superficie total de 110.27 km², de la cual 110,2 km² corresponden a tierra firme y (0,06 %) 0,06 km² es agua.

## Demografía
Según el censo de 2010, había 1641 personas residiendo en el municipio de Wood River. La densidad de población era de 14,88 hab./km². De los 1641 habitantes, el municipio de Wood River estaba compuesto por el 90,92 % blancos, el 0,06 % eran afroamericanos, el 0,06 % eran amerindios, el 0,12 % eran asiáticos, el 7,98 % eran de otras razas y el 0,85 % eran de una mezcla de razas. Del total de la población el 15,17 % eran hispanos o latinos de cualquier raza.